# Teopaschizm
Teopaschizm – w teologii chrześcijańskiej doktryna głosząca, że Bóg może cierpieć. W szczególności oznacza, że Bóg w osobie Chrystusa przyjął na siebie ludzkie cierpienie. Zwolenników doktryny nazywa się teopaschistami. Doktryną przeciwną jest doketyzm, którego zwolennicy głosili, że życie, męczeństwo i śmierć Chrystusa była jedynie pozorna.